# Australie-Canada en rugby à XV
Cet article présente l'historique des confrontations entre l'équipe d'Australie et l'équipe du Canada en rugby à XV. Les deux équipes se sont affrontées à six reprises, dont deux fois en Coupe du monde. Les Australiens ont remporté les six rencontres.

## Les confrontations
Voici l'intégralité des confrontations entre ces deux équipes :
| No | Date              | Lieu                                          | Match              | Score   | Compétition              |
| -- | ----------------- | --------------------------------------------- | ------------------ | ------- | ------------------------ |
| 1  | 15 juin 1985      | Sydney Cricket Ground, Sydney, Australie      | Australie – Canada | 59 – 3  | test match               |
| 2  | 23 juin 1985      | Ballymore Stadium, Brisbane Australie         | Australie – Canada | 43 – 15 | test match               |
| 3  | 9 octobre 1993    | Calgary Rugby Park, Calgary, Canada           | Canada – Australie | 16 – 43 | test match               |
| 4  | 31 mai 1995       | EPRFU Stadium, Port Elizabeth, Afrique du Sud | Australie – Canada | 27 – 11 | Coupe du monde (poule A) |
| 5  | 29 juin 1996      | Ballymore Stadium, Brisbane, Australie        | Australie – Canada | 74 – 9  | test match               |
| 6  | 29 septembre 2007 | Stade Jacques-Chaban-Delmas, Bordeaux, France | Australie – Canada | 37 – 6  | Coupe du monde (poule B) |